# Anders Gustaf Hollander
Anders Gustaf Hollander, född 3 januari 1818 i Strö församling, Skaraborgs län, död 17 mars 1901 i Torpa församling, Älvsborgs län, var en svensk rektor och riksdagsman.
Hollander blev student i Uppsala 1837, filosofie magister 1842 och docent i etik vid Uppsala universitet 1846. Han blev amanuens vid Skara stifts domkapitel 1850 och var rektor vid Borås lägre elementarläroverk 1850–1884. Han var ordförande i styrelsen för Tekniska elementarskolan i Borås under många år samt kommunalordförande och landstingsman. Under sin tid som riksdagsman mandatperioden 1867–1869 var han ledamot av andra kammaren, invald i Borås, Alingsås och Ulricehamns valkrets.